# 전남대학교
전남대학교(全南大學校, Chonnam National University)는 광주광역시, 전라남도 여수시 및 화순군에 있는 대한민국의 종합대학, 거점국립대학교로 1952년에 발족하였다. 광주, 여수, 화순에 캠퍼스가 있고 본 캠퍼스는 광주광역시 용봉동에 위치하고 있다. 호남 지방을 대표하는 명문대학이다. 2021년 기준으로 17개의 단과대학(광주 14, 여수 3), 1개의 독립적인 학부, 1개의 일반대학원, 4개의 전문대학원과 5개의 특수대학원을 갖추고 있다. 교시는 진리·창조·봉사이고, 교목은 느티나무, 교색은 녹색이다. 약칭으로 전대라고 부르기도 하고 영문 약칭 CNU로 표기하기도 한다.

## 대학역사

### 연혁
- 1909년 6월 10일: 광주농업학교 설립
- 1944년 3월 31일: 광주의학전문학교 설립
- 1951년 9월 16일: 국립 전남대학교 건립, 기성회 결성
- 1952년 1월 1일: 국립 전남대학교 발족(공과대학, 농과대학, 문리과대학, 상과대학, 의과대학)
- 1952년 6월 1일: 초대 총장 최상채 박사 취임
- 1952년 6월 9일: 개교식 거행, 대학원 신설
- 1953년 3월 26일: 제1회 학위수여식
- 1954년 2월 7일: 법과대학 신설
- 1969년 2월 19일: 경영대학원 신설
- 1980년 3월 1일: 행정대학원 신설
- 1989년 3월 1일: 산업대학원 신설
- 1994년 8월 22일: 공과대학 자동차분야 국책공과대학 선정
- 2005년 3월 1일: 치의학전문대학원, 간호대학 신설
- 2006년 3월 1일: 전남대학교-여수대학교 통합, 수산해양대학원, 문화전문대학원 신설
- 2007년 3월 1일: 경영전문대학원 신설
- 2009년 3월 2일: 법학전문대학원 개원
- 2012년 6월 27일: 전남대학교 역사관 개관
- 2013년 3월 1일: 융합인재교육원 신설
- 2013년 7월 23일: 광주캠퍼스, 여수캠퍼스 '부총장' 신설
- 2015년 2월 21일: 인권센터 신설
- 2016년 4월 26일: 민주마루 리모델링공사 준공
- 2017년 1월 13일: 제20대 총장 정병석 박사 취임
- 2017년 11월 22일: 미래위원회 총장 직속기구로 신설
- 2018년 3월 1일: 융합전공(로봇공학, 미래에너지공학, 빅데이터금융공학, IoT인공지능) 신설
- 2019년 2월 1일: 부속시설인 여수캠퍼스 언어교육원 분원을 폐지하고 글로벌교육원 신설
- 2019년 9월 1일: AI융합대학 신설
- 2020년 1월 1일: 대학원혁신본부 신설
- 2020년 5월 8일: 전남대 민주길 조성사업 준공
- 2021년 1월 15일: 제21대 총장 정성택 박사 취임
- 2021년 2월 23일: 제1학생회관 리모델링 준공
- 2021년 5월 11일: 디지털도서관(정보마루) 개관
- 2021년 11월 24일: 동물병원 신축 개원
- 2022년 3월 1일: 데이터사이언스대학원 신설, 식물방역대학원 신설
- 2025년 2월 26일: 제22대 총장 이근배 박사 취임

### 역대 총장
- 1~2대 최상채 : 1952년 4월 1일 ~ 1960년 5월 10일
- 3대 박하욱 : 1960년 5월 11일 ~ 1962년 3월 12일
- 4대 김준보 : 1962년 3월 13일 ~ 1965년 3월 22일
- 5대 박하욱 : 1965년 3월 23일 ~ 1969년 5월 20일
- 6~7대 유기춘 : 1969년 5월 21일 ~ 1974년 9월 17일
- 8~9대 민준식 : 1974년 12월 9일 ~ 1980년 6월 11일
- 10대 오항기 : 1980년 6월 12일 ~ 1984년 6월 11일
- 11대 정득규 : 1984년 6월 12일 ~ 1984년 7월 18일
- 12대 김영인 : 1984년 8월 1일 ~ 1988년 7월 31일
- 13대 오병문 : 1988년 8월 17일 ~ 1992년 8월 16일
- 14대 최한선 : 1992년 8월 17일 ~ 1996년 8월 16일
- 15대 노성만 : 1996년 8월 17일 ~ 2000년 8월 16일
- 16대 정석종 : 2000년 8월 17일 ~ 2004년 8월 16일
- 17대 강정채 : 2004년 8월 17일 ~ 2008년 8월 16일
- 18대 김윤수 : 2008년 8월 17일 ~ 2012년 8월 16일
- 19대 지병문 : 2012년 12월 21일 ~ 2016년 12월 20일
- 20대 정병석 : 2017년 1월 13일 ~ 2021년 1월 12일
- 21대 정성택 : 2021년 1월 15일 ~ 2025년 1월 14일
- 22대 이근배 : 2025년 2월 26일 ~ 현재

## 캠퍼스
광주광역시 북구에 본캠퍼스인 용봉캠퍼스, 동구에 의과대학과 간호대학으로 구성된 학동캠퍼스가 있다. 또한 전라남도 여수에는 둔덕동캠퍼스와 국동캠퍼스가 있으며, 전라남도 화순에는 화순캠퍼스가 있다.
- 용봉동캠퍼스: 61186 광주광역시 북구 용봉로 77 (용봉동)
- 학동캠퍼스: 61469 광주광역시 동구 백서로 160 (학동)
- 둔덕동캠퍼스: 59626 전남 여수시 대학로 50 (둔덕동)
- 국동캠퍼스: 59761 전라남도 여수시 신월로 648(국동)
- 화순캠퍼스: 58128 전라남도 화순군 화순읍 서양로 322

## 교육 이념과 비전
전남대학교의 창학 이념은 학칙에 명시하고 있는 바와 같이, "전문 학술에 관한 심오한 이론과 응용 방법을 교수·연구하는 동시에 인격을 도야하며, 인류와 국가사회에 공헌할 수 있는 유능한 지도적 인재를 양성"하는데 있다. 이를 보다 구체적으로 압축하는 것이 교시인데, 바로 진리(眞理, Truth)·창조(創造, Creativity)·봉사(奉仕, Service)가 그것이다. 이는 전남대학교의 교육 목표가 대학 본연의 사명인 '진리의 탐구', 전통문화의 계승과 새로운 '문화의 창조', 지역사회개발을 위한 선도적인 '봉사'에 있음을 뜻한다. 특히 전남대학교는 지역주민의 성원과 기금에 힘입어 창설되었고, 지역사회개발에 기여할 것을 기대하면서 창립되었기 때문에 이러한 사명감과 필요성은 더욱 강조된다고 하겠다.

## 5.18 광주 민주화운동의 시발점이 된곳
1980년 5월 18일 비상계엄이 전국적으로 확대되고 오전10시 학내에 진주한 계엄군과 학교로 들어가려는 전남대 학생들 간의 첫충돌이 발생한다. 계엄군이 휴업령이 내려졌으니 집으로 돌아가라고 했고 학생들의 저항이 계속되자   계엄군들은 시위를 하는 학생들에게 폭력을 행사한다. 도망가는 학생들을 쫒아가면서 진압봉을 휘둘렀다. 이일로 5·18 광주 민주화 운동이 시작됐다. 여담으로 1991년 전남대생 박승희가 노태우정권 규탄집회중 분신자살 했다.

## 장학제도
전남대학교는 학생들이 학업에 충실하여 자신의 꿈을 실현시킬 수 있도록 아낌없이 지원한다. 수능성적이 우수한 학생들에게 학업 지원금을, 자신의 이상을 실현하고자 노력하는 학생, 영남권 대학과 교류를 희망하는 학생에게 도전 정신을 고취하는 격려금을 지급하고 있다. 또한, 생활이 어려운 학생들이 안정된 정서로 학업에 전념하도록 생활지원형 장학제도도 운영하고 있다.

## 국제교류
전남대학교는 전 세계 65개국 577여 대학과의 파트너십을 바탕으로 글로벌 인재를 육성하고 있다.
75개국에서 온 1,300여 명의 외국인학생이 전남대 캠퍼스에서 수학하고 있으며, 66개국 2,800여 명의 외국인 동문을 대상으로 해외 동문의 현지 네트워크를 구축하고 있다.
- 교환학생: 해외 자매대학에서 전공/일선/교양 수강 후 학점 인정, 파견대학 등록금 면제
- 글로벌해외대학파견: 해외 자매대학에서 영어/불어/독어/중국어/스페인어 연수 후 일선 15학점 인정, 1인당 200만원 지원
- 국제인턴: 해외 유수 기업 및 자매대학에서 인턴십 수행 후 일선 12학점 인정, 1인당 400만원 지원
- 복수학위: 영국, 슬로베니아, 폴란드 KEUDOS 3+1 프로그램(경영), 미국 2+2 프로그램
- 방학 중 단기 파견: 하계/동계방학 기간 단기 언어연수, 인턴십, 전공세미나 등에 참가하고 학점 취득
- 국제여름학교(CNU International Summer Session): 하계 계절학기 기간 중 해외대학 교수를 초청하여 외국인학생들과 본교에서 최대 6학점 수강 및 다양한 문화체험 시행
- 한국어집중과정: 외국인학생들의 전공 적응력 배양 및 한국 정착 지원을 위해 입학 후 1년 간 한국어 집중과정 제공 및 졸업 학점 인정
- 글로벌학부 개설: 다양한 학문분야에 대한 관심과 창의적 탐구 의욕을 지닌 외국인학생들을 위한 특화된 단독 학부
- 중국대학과의 공동 박사 배양 프로그램 운영
- CNU센터 개소: 베트남, 중국, 미국에 CNU 센터 및 전남대미주학사를 개설하여 해외 교류 거점을 구축하고, ‘글로벌CNU’브랜드화를 추진
- 전남대미주발전기금재단 설립: 전남대 구성원의 미주지역 연구, 교류 활동 지원

## 주요 부속시설

### 도서관
본관, 별관, 분관(의학, 법학, 치의학), 여수캠퍼스도서관으로 구성되어 있으며, 4천 7백여 석의 열람석, 21개실의 그룹스터디룸을 보유하고 있다.
190만여 권의 장서와 국내외 학술지, 학술DB, 전자저널, eBook 등 다양한 학술정보를 소장하고 있으며, 이를 활용한 교수·학습·연구지원 서비스를 제공함으로써 학술정보센터로서의 기능을 수행하고 있다.
우리 대학 구성원을 위한 다양한 독서·문화 프로그램을 운영하여 창의적 인재 양성에 기여함과 동시에 지역민과 함께 하는 한 책읽기 운동 '광주·전남이 읽고 톡하다.'를 추진하여 지역사회 독서토론문화진흥에 공헌하고 있다.
현재 학습공유공간 및 복합문화공간 확충을 위한 디지털 도서관 신축을 추진하고 있다.

### 박물관
소장유물 7,000여 점과 발굴매장문화재 2만 여 점을 바탕으로 상설전시실을 운영하고 있으며, 다양한 기획전시를 개최하고 있다.
그리고 전남대학교의 발자취를 돌아볼 수 있는 추억의 공간인 대학역사관 상설전시실 운영 및 교내구성원들에게 기획전시실 대관도 이루어지고 있다. 또한 매 학기 다양한 주제로 진행하는 문화강좌와 국내·외 문화답사, 도자기 만들기·한지등 꾸미기 등 체험학습과 온·오프라인의 박물관 퀴즈 여행도 운영하고 있다.

### 공동실험실습관
첨단 고가기자재의 공동 관리 및 활용을 통한 수준 높은 연구지원과 교육기자재과 수리지원 업무를 수행하고 있다.
또한 지역 산업체 및 연구소 및 인근 대학들의 연구개발을 위한 시험, 분석을 지원함으로써 R&D 기반시설이 부족한 지역사회의 연구자를 위한 지역중심대학 공동실험실습관으로서의 역할을 담당하고 있다.

### 동물병원
인간과 동물의 공존을 위한 “One Health” 실현을 위해 최신 수의학기술을 바탕으로 40여 명의 각 분야 전문수의사들이 CT, Digital X-ray, 초음파 진단기, 복강경, 내시경, 각종 임상병리 검사기기 등 첨단 의료 장비를 통해 동물 질병의 신속한 진단과 전문적이고 체계
적인 의료서비스를 제공하고 있다.

### 평생교육원
지역사회에 열린 교육과 평생학습의 기회를 제공하는 것을 목표로 다양한 교육프로그램을 개설·운영하고 있다.
최고지도자, 자격취득, 교양, 음식문화, 건강, 예술, 문학, 경영·경제 등 8개 분야의 여러 과정과 학점은행제 보육 교사, 사회복지사 자격증 과정을 운영하고 있다. 또한, 완도군, 진도군과 협약을 맺어 지자체 위탁교육과정도 다양하게 운영하고 있다.

### 보건진료소
학생과 교직원들의 건강관리, 질병예방 및 치료 등을 통해 구성원들이 보다 건강한 대학생활을 영위할 수 있도록 지원한다.
진료실, 구강보건실, 약제실, 병리검사실, 방사선실 등이 있으며, 건강검진, 예방접종, 만성질환관리, 금연클리닉 등 양질의 진료서비스를 제공하고 있다.

### 농업실습교육원
학생실습 및 교수연구활동 지원을 목적으로 농업 관련 실험실습자원(시설, 포장, 장비) 유지·관리하면서 더불어 캠퍼스 내 녹지를 아름답고 쾌적하게 관리한다. 교내 실습장, 나주실습장, 장성학술림 및 보길도학술림을 운영하고 있다.

### 언어교육원
대학경쟁력 제고와 학생들의 외국어 능력 향상을 위한 체계적인 외국어 교육과정을 갖추고 있다.
원어민 영어회화, 방학 중 집중강좌, 취업대비 영어강좌, 온라인 영작문 외에도 중국어, 일본어, 스페인어, 프랑스어, 독일어 등 제2외국어 강좌를 개설하고 있다.
또한, 외국인을 위한 한국어 프로그램으로 정규강좌와 특별 강좌를 운영하며, 내국인을 위한 한국어교사양성과정을 연 4회 개설하고 있다.
2019년 2월, 여수캠퍼스 학생들의 언어교육, 교양교육, 국제협력 및 교류업무 등을 담당하며, 유학생관리 및 정주 지원 등의 업무를 효율적이고 체계적으로 운영하기 위해 글로벌교육원이 신설되었다.

### 정보전산원
학사·행정 등 각종 정보시스템의 구축·운영, 유무선 네트워크 및 정보통신 환경 제공, 정보보안 활동, 정보기술교육 등 최첨단 정보 서비스로 대학 발전과 사용자 편의를 위해 노력하고 있다.

### 생활관
광주캠퍼스 4,000여 명의 학생과 여수캠퍼스 968명의 학생, 화순캠퍼스 350여 명의 학생들이 편안하게 생활할 수 있다.
생활관 정보 검색실, 독서실, 휴게실, 세탁실, 식당, 편의점 시설은 물론 학생들이 공부할 수 있는 그룹스터디실이 있으며, 자기 계발 프로그램도 운영하고 있다.

## 전남대 풍경

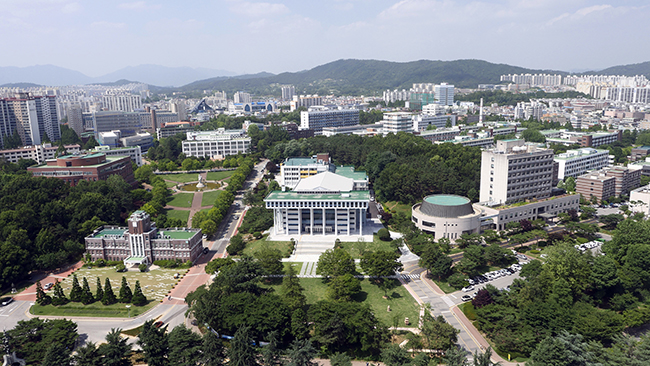
전남대학교 풍경
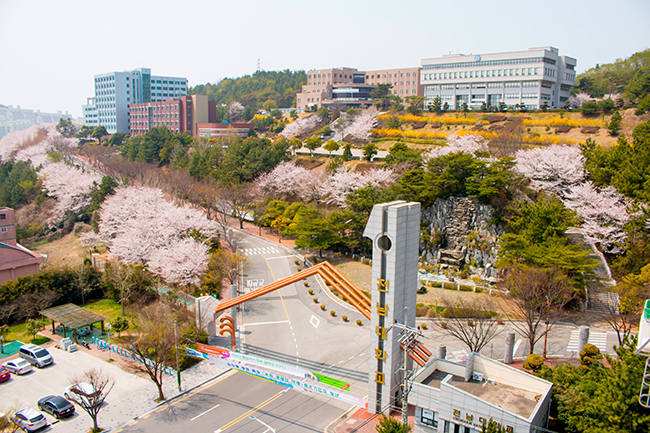
전남대학교 여수캠퍼스 전경(2017 사진공모전 금상)
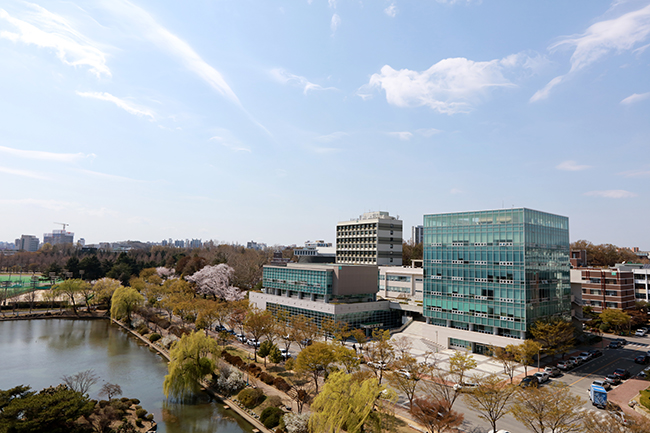
전남대학교 봄 풍경
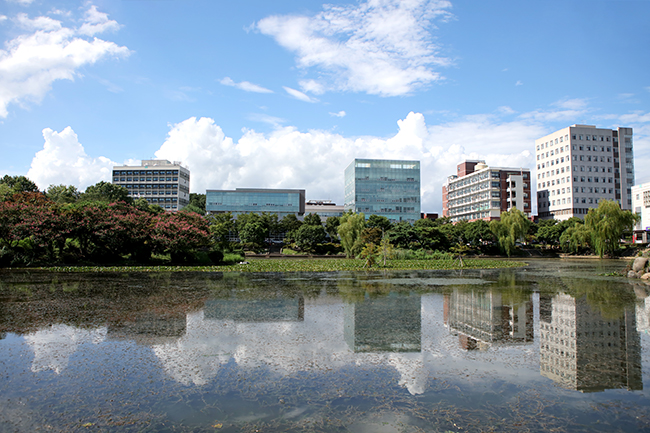
전남대학교 용지의 여름
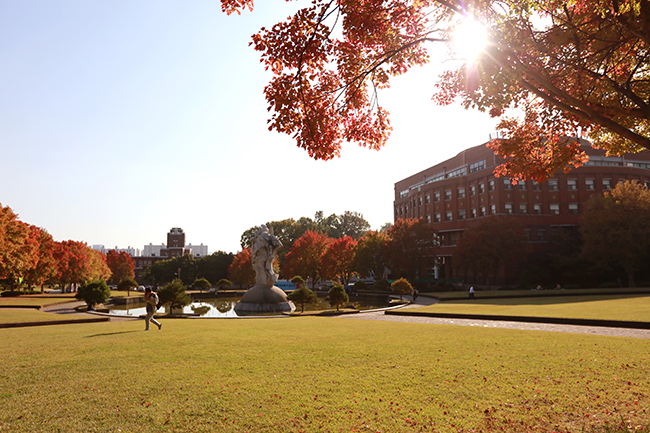
전남대학교 도서관의 가을
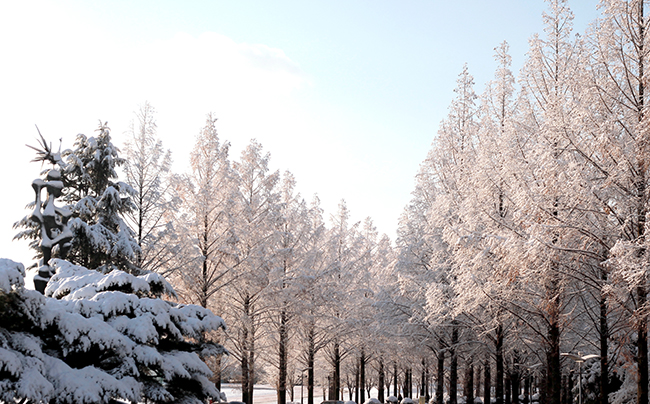
전남대학교 관현로의 겨울

## 부설 학교 및 병원
- 전남대학교 사범대학 부설고등학교
- 전남대학교 사범대학 부설중학교
- 전남대학교병원
- 화순전남대학교병원
- 전남대학교치과병원

## 위상
전남대학교는 거점국립대학교, 지방 대학 중 가장 우수한 대학 중 하나이다.

## 같이 보기
- 국가거점국립대학교총장협의회
- 대한민국의 국립 대학 목록
- 대한민국의 대학 목록
- 대한민국의 교육